# Communauté de communes du canton de Villedieu-les-Poêles
La communauté de communes du canton de Villedieu-les-Poêles est une ancienne communauté de communes française, située dans le département de la Manche et la région Basse-Normandie.

## Historique
La communauté de communes du canton de Villedieu-les-Poêles a été créée le 28 décembre 1993. Elle fusionne le 1er janvier 2014 avec les communautés de communes du Canton de Percy et du canton de Saint-Pois (sauf les communes du Mesnil-Gilbert, de Lingeard, de Saint-Laurent-de-Cuves et de Saint-Michel-de-Montjoie), fusion complétée par l'adhésion des communes du Tanu et de Sainte-Cécile, pour former l'Intercom du bassin de Villedieu.

## Composition
Elle était composée de neuf communes du canton de Villedieu-les-Poêles :
1. La Bloutière
2. Bourguenolles
3. Champrepus
4. Chérencé-le-Héron
5. Fleury
6. La Lande-d'Airou
7. Rouffigny
8. La Trinité
9. Villedieu-les-Poêles

## Administration
| Période      | Période       | Identité          | Étiquette | Qualité                                  |
| ------------ | ------------- | ----------------- | --------- | ---------------------------------------- |
| janvier 1994 | avril 2001    | Michel Besnier    | SE        | Maire de Villedieu-les-Poêles            |
| avril 2001   | avril 2008    | Roger Bayssat     | DvD       | Maire de Villedieu-les-Poêles            |
| avril 2008   | décembre 2013 | Jean-Yves Guillou | DvD       | Adjoint au maire de Villedieu-les-Poêles |